# Le Cinéma de Serge Gainsbourg
Le Cinéma de Serge Gainsbourg est une compilation de chansons de Serge Gainsbourg, parue initialement en 2002 en triple album, puis rééditée en 2015 dans une nouvelle version étendue de 5 disques. L'album regroupe les chansons de l'artiste destinées aux bandes originales des différents films (chansons et instrumentaux).

## Contenu
Depuis la mort de Serge Gainsbourg, de nombreuses compilations sont régulièrement publiées. Dans le cadre de cette compilation initialement parue en 2002 en triple album, puis en cinq disques en 2015, le label décide de regrouper les bandes sons conçus par Serge Gainsbourg aidé de différents chefs d'orchestre pour les différents films qui ont jalonné sa carrière. Ainsi, en plus des différentes chansons chantées par l'artiste (parfois par d'autres chanteurs ou acteurs), sont présents les instrumentaux dirigés par les chefs d'orchestre ayant collaboré avec Gainsbourg. Du film L'eau à la bouche à Stan the Flasher en passant par Anna, Le pacha, Sex Shop, Les Bronzés ou Charlotte for Ever, c'est le Serge Gainsbourg compositeur de musique de film qui est mis à l'honneur. Par cette compilation, on retrouve de nombreux inédits et des chansons parus en album bande son (Anna, Charlotte for Ever) ou en single hors album en ayant connus plus (L'eau à la bouche, Sea, Sex and Sun, Requiem pour un con...) ou moins de succès.
Cette compilation complète la discographie principale du chanteur car elle comporte des titres qui ne sont pas présents dans les albums studios et n'étaient pas sorties dans le commerce, ou encore des morceaux instrumentaux qui se sont transformées ultérieurement en chansons, voire en tubes comme la mélodie Les cœurs verts qui deviendra la musique du tube Je t'aime, moi non plus,,.

## Liste des titres
Toutes les chansons sont écrites par Serge Gainsbourg. La colonne « Auteur » correspond à l'interprète ou au chef d'orchestre des chansons. Cette liste correspond à la version 2015,.

### Disque 1
| 1.  | L'Eau à la bouche                | Serge Gainsbourg               | L'Eau à la bouche                     | 2:34 |
| 2.  | Angoisse                         | Alain Goraguer                 | L'Eau à la bouche                     | 2:40 |
| 3.  | Black March                      | Alain Goraguer                 | L'Eau à la bouche                     | 1:40 |
| 4.  | Les Loups dans la bergerie       | Alain Goraguer                 | Les Loups dans la bergerie            | 3:26 |
| 5.  | Cha cha cha du loup              | Alain Goraguer                 | Les Loups dans la bergerie            | 1:32 |
| 6.  | Les Loups dans la bergerie       | Alain Goraguer & His Orchestra | Les Loups dans la bergerie            | 2:45 |
| 7.  | Fuite du rouquin                 | Alain Goraguer & His Orchestra | Les Loups dans la bergerie            | 1:08 |
| 8.  | Strip Tease                      | Juliette Gréco                 | Strip Tease                           | 2:13 |
| 9.  | Some Small Chance                | Alain Goraguer                 | Strip Tease                           | 2:00 |
| 10. | Rendez-vous à La Calvados        | Alain Goraguer                 | Strip Tease                           | 3:00 |
| 11. | Wake Me At Five                  | Alain Goraguer                 | Strip Tease                           | 2:48 |
| 12. | Solitude                         | Alain Goraguer                 | Strip Tease                           | 2:08 |
| 13. | Effeuillage                      | Alain Goraguer                 | Strip Tease                           | 3:04 |
| 14. | Crazy Horse Swing                | Alain Goraguer                 | Strip Tease                           | 2:44 |
| 15. | Comment trouvez-vous ma sœur ?   | Serge Gainsbourg               | Comment trouvez-vous ma sœur ?        | 2:07 |
| 16. | Erotico-tico                     | Michel Colombier               | Comment trouvez-vous ma sœur ?        | 2:06 |
| 17. | Rocking Horse                    | Michel Colombier               | Comment trouvez-vous ma sœur ?        | 2:10 |
| 18. | Quart d'heure américain          | Michel Colombier               | Comment trouvez-vous ma sœur ?        | 3:27 |
| 19. | Rendez-vous à l'église           | Michel Colombier               | Comment trouvez-vous ma sœur ?        | 1:57 |
| 20. | Comment trouvez-vous ma sœur ?   | Michel Colombier               | Comment trouvez-vous ma sœur ?        | 2:03 |
| 21. | L'Escroc                         | Serge Gainsbourg               | Les Plus Belles Escroqueries du monde | 3:41 |
| 22. | Scène de bal 1                   | Michel Colombier               | Les Plus Belles Escroqueries du monde | 2:13 |
| 23. | Scène de bal 2                   | Michel Colombier               | Les Plus Belles Escroqueries du monde | 2:14 |
| 24. | Chanson du forçat                | Serge Gainsbourg               | Vidocq                                | 2:45 |
| 25. | Le Mariage de Vidocq             | Michel Colombier               | Vidocq                                | 3:12 |
| 26. | Chanson du forçat 2              | Serge Gainsbourg               | Vidocq                                | 1:10 |
| 27. | À vous de jouer, monsieur Vidocq | Michel Colombier               | Vidocq                                | 2:47 |
| 28. | Woom Woom Woom                   | Michel Colombier               | Toutes folles de lui                  | 2:49 |
| 29. | Caressante                       | Michel Colombier               | Toutes folles de lui                  | 2:21 |
| 30. | Wouaou !                         | Michel Colombier               | Toutes folles de lui                  | 2:49 |

### Disque 2
| 1.  | Sous le soleil exactement                   | Anna Karina        | Anna                      | 3:28 |
| 2.  | Jerks en cavalerie                          | Michel Colombier   | Anna                      | 2:57 |
| 3.  | C'est la cristallisation comme dit Stendhal | Serge Gainsbourg   | Anna                      | 2:07 |
| 4.  | Photographes et Religieuses                 | Michel Colombier   | Anna                      | 1:32 |
| 5.  | Boomerang                                   | Jean Claude Brialy | Anna                      | 2:58 |
| 6.  | Je n'avais qu'un seul mot à lui dire        | Jean Claude Brialy | Anna                      | 2:56 |
| 7.  | Anna                                        | Michel Colombier   | Anna                      | 1:59 |
| 8.  | Le Jardinier d'Argenteuil                   | Michel Colombier   | Le Jardinier d'Argenteuil | 2:36 |
| 9.  | Les Voyages du père La Tulipe               | Michel Colombier   | Le Jardinier d'Argenteuil | 2:02 |
| 10. | French Riviera                              | Michel Colombier   | Le Jardinier d'Argenteuil | 1:00 |
| 11. | Dénouement et Final                         | Michel Colombier   | Le Jardinier d'Argenteuil | 2:29 |
| 12. | Breakdown Suite                             | Michel Colombier   | Si j'étais un espion      | 8:05 |
| 13. | L'Une et l'Autre                            | Michel Colombier   | Si j'étais un espion      | 1:21 |
| 14. | Élisa                                       | Serge Gainsbourg   | L'Horizon                 | 2:31 |
| 15. | L'Horizon                                   | Michel Colombier   | L'Horizon                 | 2:13 |
| 16. | Elisa                                       | Serge Gainsbourg   | L'Horizon                 | 1:39 |
| 17. | Manon                                       | Serge Gainsbourg   | Manon 70                  | 2:43 |
| 18. | New Délire Again                            | Michel Colombier   | Manon 70                  | 3:51 |
| 19. | New Délire                                  | Michel Colombier   | Manon 70                  | 4:45 |
| 20. | Auto-stop                                   | Michel Colombier   | Manon 70                  | 3:09 |
| 21. | No no, Yes yes                              | Michel Colombier   | Mister Freedom            | 2:47 |
| 22. | Oh Beautiful America/Mister Freedom March   | Michel Colombier   | Mister Freedom            | 2:47 |
| 23. | Freedom Rock/Mister Freedom                 | Michel Colombier   | Mister Freedom            | 2:59 |
| 24. | L'Herbe tendre                              | Serge Gainsbourg   | Ce sacré grand-père       | 2:24 |
| 25. | Ce sacré grand-père Générique               | Michel Colombier   | Ce sacré grand-père       | 2:38 |
| 26. | Champêtre et Pop                            | Michel Colombier   | Ce sacré grand-père       | 2:14 |
| 27. | L'Herbe tendre                              | Michel Colombier   | Ce sacré grand-père       | 2:17 |
| 28. | L'Adieu (générique de fin)                  | Michel Colombier   | Ce sacré grand-père       | 2:31 |

### Disque 3
| 1.  | Requiem pour un con                  | Serge Gainsbourg                | Le Pacha                             | 2:50 |
| 2.  | Psychasténie                         | Michel Colombier                | Le Pacha                             | 4:21 |
| 3.  | Un Noël                              | Michel Colombier                | Le Pacha                             | 2:19 |
| 4.  | Joss à La Calavados                  | Michel Colombier                | Le Pacha                             | 1:45 |
| 5.  | Batucada meurtrière                  | Michel Colombier                | Le Pacha                             | 3:02 |
| 6.  | Cadavres en série                    | Michel Colombier                | Le Pacha                             | 2:12 |
| 7.  | La Chanson de slogan                 | Serge Gainsbourg et Jane Birkin | Slogan                               | 2:54 |
| 8.  | Evelyne                              | Jean-Claude Vannier             | Slogan                               | 2:11 |
| 9.  | Paris-Bombay                         | Jean-Claude Vannier             | Les chemins de Katmandou             | 1:58 |
| 10. | Les Chemins de Katmandou (générique) | Jean-Claude Vannier             | Les chemins de Katmandou             | 3:25 |
| 11. | Jane et Olivier                      | Jean-Claude Vannier             | Les chemins de Katmandou             | 2:24 |
| 12. | Transe party des haschichiens        | Jean-Claude Vannier             | Les chemins de Katmandou             | 4:19 |
| 13. | Carte postale du Népal               | Jean-Claude Vannier             | Les chemins de Katmandou             | 2:05 |
| 14. | La Horse                             | Jean-Claude Vannier             | La Horse                             | 3:39 |
| 15. | L'Alouette                           | Jean-Claude Vannier             | La Horse                             | 2:28 |
| 16. | Western                              | Jean-Claude Vannier             | La Horse                             | 2:21 |
| 17. | Cannabis                             | Serge Gainsbourg                | Cannabis                             | 2:29 |
| 18. | Avant de mourir                      | Jean-Claude Vannier             | Cannabis                             | 5:25 |
| 19. | Danger                               | Jean-Claude Vannier             | Cannabis                             | 2:08 |
| 20. | Dernière Blessure                    | Jean-Claude Vannier             | Cannabis                             | 1:24 |
| 21. | Cannabis                             | Jean-Claude Vannier             | Cannabis                             | 1:50 |
| 22. | Sex Shop                             | Serge Gainsbourg                | Sex-shop                             | 2:59 |
| 23. | Fontaine des Innocents               | Jean-Claude Vannier             | Sex-shop                             | 1:57 |
| 24. | Sex Radio Suite                      | Jean-Claude Vannier             | Sex-shop                             | 4:41 |
| 25. | Moogy-woogy                          | Jean-Claude Vannier             | Trop jolies pour être honnêtes       | 2:18 |
| 26. | Close combat                         | Jean-Claude Vannier             | Trop jolies pour être honnêtes       | 1:54 |
| 27. | Charlie Brown                        | Serge Gainsbourg                | Un petit garçon appelé Charlie Brown | 2:41 |

### Disque 4
| 1.  | L'Amour en privé                       | Françoise Hardy     | Projection privée                           | 2:29 |
| 2.  | Projection privée                      | Jean-Claude Vannier | Projection privée                           | 1:52 |
| 3.  | L'Amour en privé                       | Jean-Claude Vannier | Projection privée                           | 2:37 |
| 4.  | Ballade de Johnny-Jane                 | Serge Gainsbourg    | Je t'aime moi non plus                      | 3:08 |
| 5.  | Je t'aime moi non plus                 | Jean-Pierre Sabar   | Je t'aime moi non plus                      | 3:22 |
| 6.  | Banjo au bord du Styx                  | Jean-Pierre Sabar   | Je t'aime moi non plus                      | 1:51 |
| 7.  | Zanzibar                               | Jean-Pierre Sabar   | Aurais dû faire gaffe, le choc est terrible | 2:33 |
| 8.  | Le choc est terrible                   | Jean-Pierre Sabar   | Aurais dû faire gaffe, le choc est terrible | 2:56 |
| 9.  | Yesterday Yes A Day                    | Jane Birkin         | Madame Claude                               | 3:00 |
| 10. | First Class Ticket/Yesterday On Fender | Jean-Pierre Sabar   | Madame Claude                               | 2:49 |
| 11. | Mi Corasong                            | Serge Gainsbourg    | Madame Claude                               | 1:28 |
| 12. | Passage à Tabacco                      | Serge Gainsbourg    | Madame Claude                               | 1:39 |
| 13. | Chanson du chevalier blanc             | Gérard Lanvin       | Vous n'aurez pas l'Alsace et la Lorraine    | 1:48 |
| 14. | Emmanuelle and the Sea                 | Jean-Pierre Sabar   | Goodbye Emmanuelle                          | 2:12 |
| 15. | Goodbye Emmanuelle                     | Serge Gainsbourg    | Goodbye Emmanuelle                          | 3:22 |
| 16. | Emmanuelle and the Sea                 | Jean-Pierre Sabar   | Goodbye Emmanuelle                          | 1:43 |
| 17. | Sea, Sex and Sun                       | Serge Gainsbourg    | Les Bronzés                                 | 3:26 |
| 18. | Melancoly Suite                        | Jean-Pierre Sabar   | Melancoly Baby                              | 3:12 |
| 19. | Tapage nocturne                        | Bijou               | Tapage nocturne                             | 2:48 |
| 20. | Dieu fumeur de havanes                 | Jean-Pierre Sabar   | Je vous aime                                | 3:53 |
| 21. | La Fautive                             | Serge Gainsbourg    | Je vous aime                                | 3:04 |
| 22. | La Fautive                             | Don Ray             | Je vous aime                                | 1:50 |
| 23. | Je pense queue                         | Serge Gainsbourg    | Je vous aime                                | 3:05 |
| 24. | Dieu fumeur de havanes                 | Catherine Deneuve   | Je vous aime                                | 3:52 |

### Disque 5
| 1.  | Équateur (générique)                                 | Serge Gainsbourg                         | Équateur                                                     | 2:59 |
| 2.  | Un cargo vers l'Afrique                              | Serge Gainsbourg                         | Équateur                                                     | 1:57 |
| 3.  | Le Physique et le Figuré                             | Jean-Pierre Sabar                        | Le physique et le figuré (court-métrage de Serge Gainsbourg) | 2:31 |
| 4.  | Dorothée (Fuir le bonheur de peur qu'il ne se sauve) | Serge Gainsbourg                         | Mode en France (documentaire)                                | 1:57 |
| 5.  | Accéléré historique                                  | Serge Gainsbourg                         | Mode en France (documentaire)                                | 3:56 |
| 6.  | En souvenir de Fred A.                               | Serge Gainsbourg                         | Mode en France (documentaire)                                | 2:26 |
| 7.  | Travelling                                           | Jean-Pierre Sabar                        | Tenue de soirée                                              | 4:20 |
| 8.  | Entrave                                              | Jean-Pierre Sabar                        | Tenue de soirée                                              | 1:33 |
| 9.  | Trave                                                | Jean-Pierre Sabar                        | Tenue de soirée                                              | 3:24 |
| 10. | Travaux                                              | Jean-Pierre Sabar                        | Tenue de soirée                                              | 1:04 |
| 11. | Charlotte For Ever                                   | Serge Gainsbourg et Charlotte Gainsbourg | Charlotte For Ever                                           | 4:01 |
| 12. | Stan/Elodie                                          | Serge Gainsbourg                         | Stan the Flasher                                             | 2:52 |
| 13. | La Valse de l'au revoir                              | Juliette Gréco                           | Week-end en mer                                              | 1:37 |
| 14. | Strip Tease                                          | Nico                                     | Strip-tease                                                  | 2:16 |
| 15. | La Fille qui fait tchictitchic                       | Michèle Mercier                          | Strip-tease                                                  | 3:23 |
| 16. | La Noyée                                             | Anna Karina                              | Vivre ensemble                                               | 2:02 |
| 17. | Hier ou Demain                                       | Anna Karina                              | Vivre ensemble                                               | 2:42 |
| 18. | Ballade de Johnny Jane                               | Jane Birkin                              | Je t'aime moi non plus                                       | 2:46 |
| 19. | Goodbye Emmanuelle                                   | Serge Gainsbourg                         | Goodbye Emmanuelle                                           | 3:25 |
| 20. | Les Chemins de Katmandou                             | Fred Pallem                              | Les chemins de Katmandou                                     | 3:00 |
| 21. | La Horse (remix)                                     | Marathon Men's                           | La Horse                                                     | 6:00 |
| 22. | Requiem pour un con (remix '91)                      | Serge Gainsbourg                         | Aucun                                                        | 3:55 |